# Coquilla (deporte)

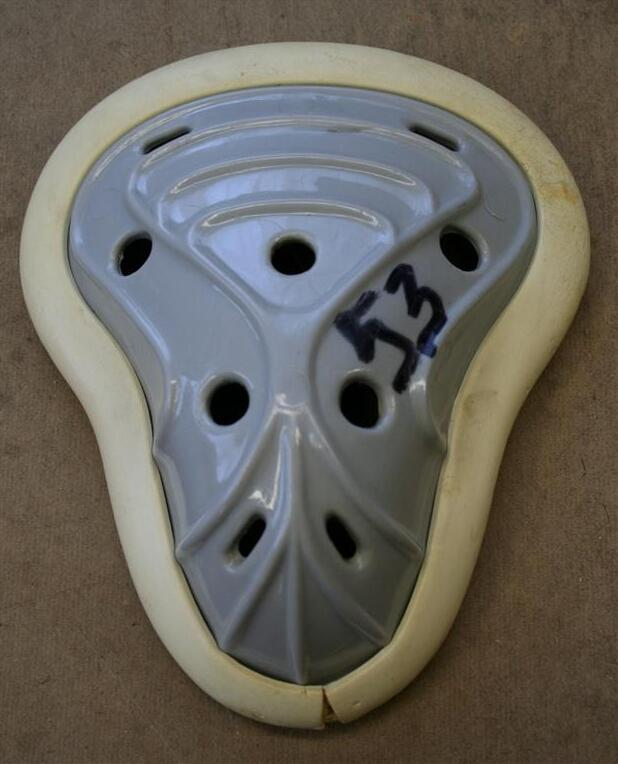
Coquilla

Una coquilla, conocida también como concha de protección, es un protector de la zona pélvica, que protege los testículos. Generalmente se usan en deportes de contacto, como kickboxing, boxeo, karate, esgrima o artes marciales mixtas, deportes en los que deben protegerse estas partes, o los porteros de algunos deportes de equipo, como los de balonmano o hockey.
Se sujeta con un suspensorio. También existen equivalentes femeninos para proteger los genitales femeninos.
Se podrían distinguir dos categorías principales:

#### Coquilla inguinal
La Coquilla inguinal o interior es el protector que se muestra en la imagen, se coloca dentro del pantalón. Se utiliza para gran variedad de artes marciales. Permite mayor movilidad pero no protege algunas zonas (como los riñones)

#### Coquilla Profesional
De un tamaño mucho mayor, se suelen llevar por fuera en los entrenamientos pero en las competiciones de deben llevar debajo del pantalón. Estas coquillas restrigen la movilidad en cierta medida, pero ofrecen una protección. Su uso se suele limitar a peleas profesionales de boxeo.